# Urgh! A Music War
Urgh! A Music War es una película británica de 1981 que contiene actuaciones en vivo de grupos musicales pertenecientes a géneros como el punk rock, el post-punk y la new wave, filmadas en 1980. 
Algunos de los artistas que colaboran en la película son The Police, Orchestral Manoeuvres in the Dark, Joan Jett & The Blackhearts, XTC, Devo, Oingo Boingo, Dead Kennedys, Gary Numan, Klaus Nomi, Wall of Voodoo, Pere Ubu, 999, UB40 o Echo & the Bunnymen. Estos fueron algunos de los grupos musicales más populares de la escena new wave.

## Lista de temas
1. Opening credits
2. The Police – "Driven to Tears"
3. Wall of Voodoo – "Back in Flesh"
4. Toyah Willcox – "Dance"
5. John Cooper Clarke – "Health Fanatic"
6. Orchestral Manoeuvres in the Dark – Enola Gay
7. Chelsea – "I’m on Fire"
8. Oingo Boingo – "Ain’t This the Life"
9. Echo & the Bunnymen – "The Puppet"
10. Jools Holland – "Foolish I Know"
11. XTC – "Respectable Street"
12. Klaus Nomi – "Total Eclipse"
13. Athletico Spizz 80 – "Where’s Captain Kirk?"
14. The Go-Go's – "We Got the Beat"
15. Dead Kennedys – "Bleed for Me"
16. Steel Pulse – "Ku Klux Klan"
17. Gary Numan – "Down in the Park"
18. Joan Jett & The Blackhearts – "Bad Reputation"
19. Magazine – "Model Worker"
20. Surf Punks – "My Beach"
21. The Members – "Offshore Banking Business"
22. Au Pairs – "Come Again"
23. The Cramps – "Tear It Up"
24. Invisible Sex – "Valium"
25. Pere Ubu – "Birdies"
26. Devo – "Uncontrollable Urge"
27. The Alley Cats – "Nothing Means Nothing Anymore"
28. John Otway – "Cheryl’s Going Home"
29. Gang of Four – "He’d Send in the Army"
30. 999 – "Homicide"
31. The Fleshtones – "Shadowline"
32. X – "Beyond and Back"
33. Skafish – "Sign of the Cross"
34. Splodgenessabounds – "Two Little Boys"
35. UB40 – "Madame Medusa"
36. The Police – Roxanne
37. The Police – "So Lonely"
38. Klaus Nomi – "Aria" ("Mon cœur s'ouvre à ta voix" from Camille Saint-Saëns' opera Samson and Delilah)
39. End credits

- Datos: Q3552289